# Nantes (São Paulo)
Nantes is een gemeente in de Braziliaanse deelstaat São Paulo. De gemeente telt 2.662 inwoners (schatting 2009).